# Cambridge Python
Cambridge Python – projekt mający na celu pomoc młodzieży akademickiej w realizacji ich pomysłów na własną firmę. Działa zatem podobnie jak inkubator przedsiębiorczości. Projekt jest on realizowany z wykorzystaniem metod wypracowanych w Cambridge, w szczególności na Uniwersytecie Cambridge. Projekt udziela pomocy w realizowaniu pomysłów związanych z nowymi technologiami, tzw. hi-tech, głównie z dziedziny informatyki i telekomunikacji. Głównym celem projektu jest angażowanie kapitału prywatnego w najwcześniejszych stadiach procesu inkubacji przedsięwzięć biznesowych.

## Cele projektu
Program ma na celu umożliwienie kontaktów między młodzieżą akademicką i inwestorami. Dzięki temu młodzież akademicka ma mieć możliwość zdobycia środków na uruchomienie własnej przedsiębiorczości. Innymi słowy celem przedsięwzięcia jest udrożnienie kanału między kapitałem prywatnym a młodymi innowatorami reprezentującymi przedsiębiorczość akademicką.

## Geneza nazwy projektu
W nazwie przedsięwzięcia występuje słowo Cambridge, ponieważ inspiracją do powstania działalności był Uniwersytet Cambridge oraz skupiona wokół niego „Dolina Krzemowa”. Stosowane tam metody stymulacji przedsiębiorczości akademickiej przynoszą bardzo dobre efekty. Powstała tam duża liczba nowoczesnych przedsiębiorstw opartych o technologie opracowane w środowisku akademickim. W Cambridge patrzy się na naukę i biznes jako na dwa dopełniające się elementy obrazu, nauka inspiruje menedżerów, biznes poprzez komercjalizację jej odkryć przyczynia się do rozwoju gospodarczego. W modelu anglosaskim podkreśla się szczególny charakter współpracy nauki i biznesu, co więcej, współpraca ta osadzona być musi w odpowiednim środowisku. Owo środowisko to społeczność otwartych i pragmatycznych ludzi, wśród których spotykamy badaczy, przedsiębiorców, menedżerów i przedstawicieli instytucji finansowych. Siłą tej grupy nie są poszczególni jej członkowie, ale relacje pomiędzy nimi. Łatwość nawiązywania kontaktów biznesowych, dostępność kapitału, bliskość młodych naukowców i ekspertów przesądza o efektywności inkubacji przedsięwzięć innowacyjnych. Dlatego też o regionie Cambridge mówimy, że jest zagłębiem, w którym w pełni rozwija się kapitał społeczny w oparciu o międzyludzkie relacje współpracy. 
Drugi człon nazwy Python ma również swoje korzenie w Cambridge, gdzie prof. Shailendra Vyakarnam (w Cambridge znany powszechnie jako Shail) zaproponował pojęcie pythoning, jako termin odnoszący się do bardziej zaawansowanego wspierania rozwoju przedsiębiorczości akademickiej. Okazuje się bowiem, że sama inkubacja przedsiębiorczości w tradycyjnym rozumieniu, którego synonimem jest inkubator przedsiębiorczości, to za mało. Choć metoda ta doskonale sprawdziła się w Cambridge i kilku innych miejscach na świecie, jednak próby jej przeszczepiania na inny grunt często kończą się niepowodzeniem. 
Shail porównuje proces inkubacji innowacji do opieki pytona nad swoimi jajami. Dojrzały pyton składa jajka, które natychmiast po złożeniu sklejają się ze sobą. Ułatwia to pytonowi owinięcie się wokół nich i zapewnienie im odpowiedniej temperatury do rozwoju. Rozwój zarodkowy trwa około 100 dni, przez cały ten czas pyton przebywa w pobliżu gniazda. W ten sposób pyton zapewnia młodym doskonałe warunki do wzrostu. Młode rodzą się szybko i po wykluciu są silne i gotowe do nauki. Model Cambridge jest w swej istocie stworzony na podobieństwo zarysowanego tu doskonałego inkubatora biologicznego. Dlatego też angielski proces tworzenia innowacji określamy mianem pythoning. 
Zdaniem prof. Vyakarnama, cała fizyczna infrastruktura ma znaczenie drugorzędne, natomiast najważniejszymi elementami w tym procesie są: ludzie zaangażowani we wspieranie startujących przedsięwzięć i odpowiednia atmosfera. Shail twierdzi, że powstające przedsięwzięcia potrzebują przede wszystkim osadzenia w odpowiedniej „kulturze przedsiębiorczości” i oparcia w sieci społecznej. 
Nowo powstające przedsięwzięcie powinno być „oplecione siecią społeczną” niczym opieka pytona nad swoim rodzącym się potomstwem.